# Thorigné-sur-Dué
Thorigné-sur-Dué – miejscowość i gmina we Francji, w regionie Kraj Loary, w departamencie Sarthe.
Według danych na rok 1990 gminę zamieszkiwało 1 518 osób, a gęstość zaludnienia wynosiła 80 osób/km² (wśród 1504 gmin Kraju Loary Thorigné-sur-Dué plasuje się na 403. miejscu pod względem liczby ludności, natomiast pod względem powierzchni na miejscu 592.).